# 福岡雙葉小学校附属幼稚園
福岡雙葉小学校附属幼稚園（ふくおかふたばしょうがっこうふぞくようちえん）は、福岡県福岡市中央区御所ヶ谷に所在する私立幼稚園。
幼きイエス会を設立母体とする。

## 沿革

### 年表
- 1933年（昭和8年）2月 - 財団法人サン・モール修道会が、福岡女子商業学校として設立する。
- 1944年（昭和19年）11月 - 財団法人福岡女子商業学校を設立して当園を経営する。
- 1951年（昭和26年）4月 - 福岡雙葉幼稚園を開園する。

## アクセス
- 福岡市交通局薬院大通駅・桜坂駅
- 西鉄バス南薬院バス停・動物園入口バス停・教会前バス停

## 著名な出身者
- 外尾悦郎 - サクラダファミリア主任彫刻家
- 宮瀬茉祐子 - フリーアナウンサー、元フジテレビアナウンサー
- 吉田奈央  - フリーアナウンサー